# Christine de Danemark
Titres
Duchesse de Milan
4 mai 1534 – 25 octobre 1535
(1 an, 8 mois et 5 jours)
Duchesse de Lorraine
14 juin 1544 – 12 juin 1545
(11 mois et 29 jours)
Régente du duché de Lorraine
12 juin 1545 – 15 avril 1552
(6 ans, 10 mois et 3 jours)
Christine de Danemark (en danois : Christine af Danmark, Norge og Sverige) née en novembre 1521 à Nyborg (union de Kalmar), morte à Tortone (duché de Milan) le 10 décembre 1590, est la fille de Christian II, roi de Danemark et d'Isabelle d'Autriche, sœur de l'empereur Charles Quint.

## Biographie

### Jeunesse et éducation

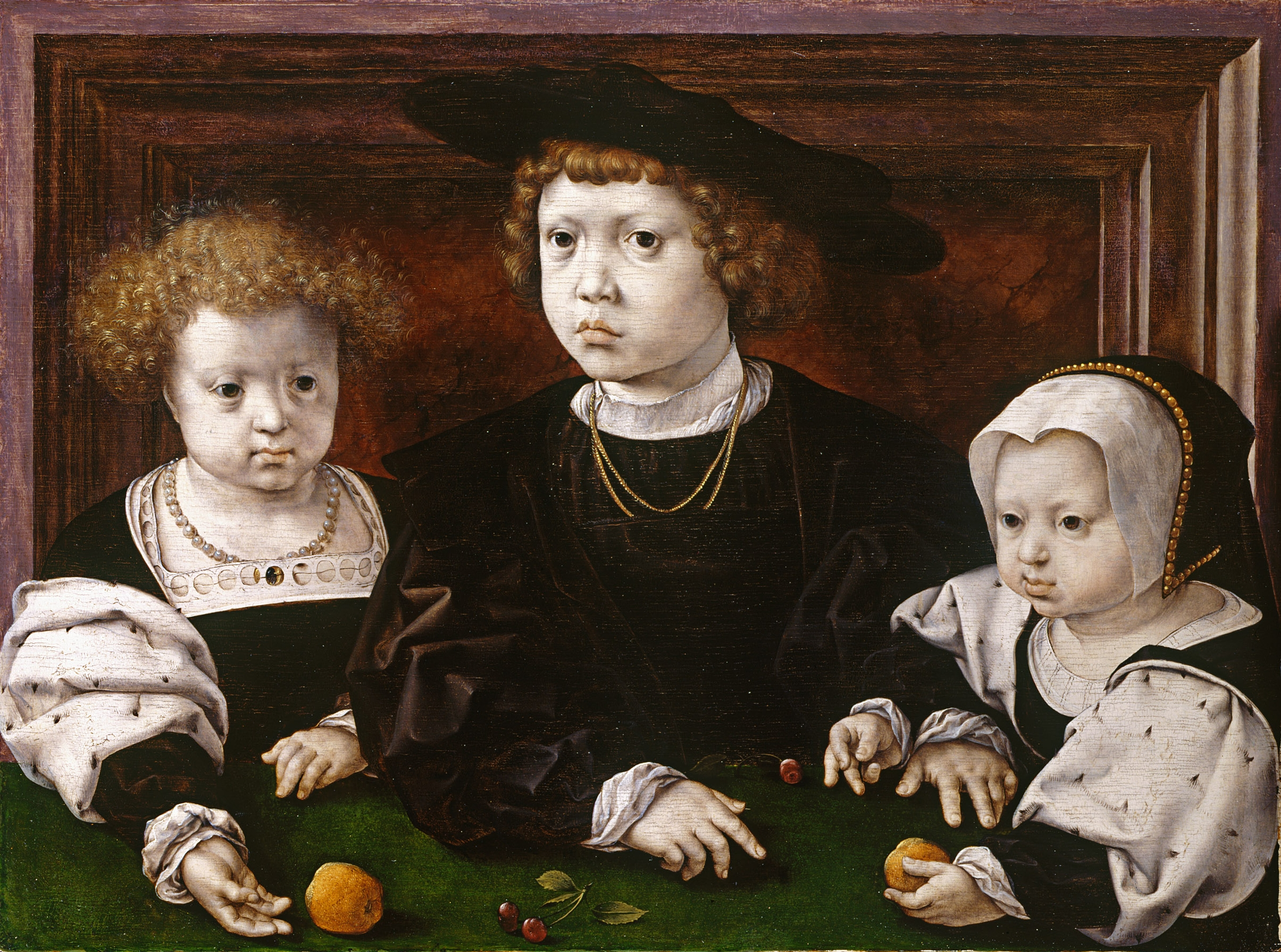
Dorothée, Jean et Christine de Danemark par Jan Mabuse en 1526.

Christine est née à Nyborg en 1521. Elle est la plus jeune fille du roi Christian II de Danemark et d'Isabelle d'Autriche. Elle a un frère, Jean, et une sœur Dorothée. En janvier 1523, des nobles se révoltent contre son père et offrent le trône à son oncle, Frédéric de Holstein. Christine et sa famille partent en exil en avril de la même année, et s'installent à Veere en Zélande. Elle y est élevée par sa grand-tante Marguerite d'Autriche et par sa tante la reine douairière Marie de Hongrie, toutes deux gouverneures des Pays-Bas. Sa mère meurt le 19 janvier 1526. En 1532, son père est emprisonné au Danemark après avoir tenté de reprendre son trône. La même année, son frère meurt et elle devient, après sa sœur aînée, l'héritière des prétentions de son père au trône du Danemark.
Christine reçoit une bonne éducation sous la supervision de sa gouvernante, Madame de Fiennes. Elle est décrite comme étant d'une grande beauté, intelligente et vive, et aime la chasse et l'équitation. En tant que pupille de son oncle l'empereur Charles Quint, elle est un pion précieux sur l'échiquier diplomatique. En 1527, Thomas Wolsey suggère qu'Henry FitzRoy, le fils illégitime d'Henri VIII d'Angleterre, épouse Christine ou Dorothée, mais les Habsbourg refusent un prétendant né hors mariage. En 1531, François II Sforza, duc de Milan, propose d'épouser l'une ou l'autre des sœurs, car il souhaite faire alliance avec la maison impériale. Charles Quint lui refuse une union avec Dorothée, mais accepte un mariage avec Christine, contre l'avis de sa sœur la gouverneure des Pays-Bas.

### Duchesse de Milan

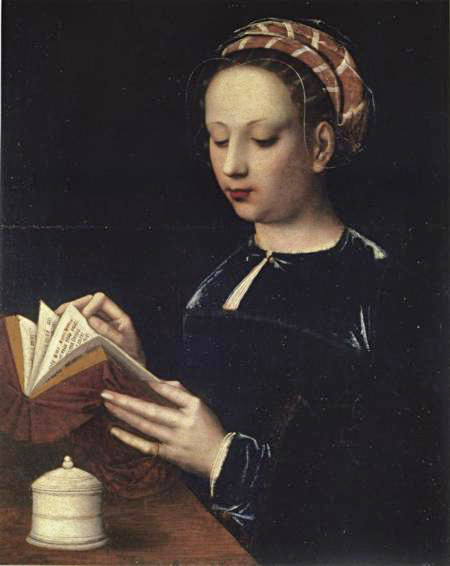
Christine de Danemark en 1533.

Le 23 septembre 1533 à Bruxelles, Christine épouse par procuration François II Sforza, duc de Milan, par l'intermédiaire de son représentant le comte Massimiliano Stampa. Le 3 mai 1534, Christine fait son entrée officielle à Milan au milieu de grandes festivités, et le 4 mai, la deuxième cérémonie de mariage est célébrée dans la salle de la Rocchetta. La relation de Christine et François est réputée harmonieuse et elle est très populaire à Milan, où elle est considérée comme un symbole de paix et d'espoir après des décennies de guerre, et sa beauté y est très admirée. Elle aime les parties de chasse, et le palais est redécoré et embelli pour elle. Lorsqu'elle reçoit sa propre cour, sa principale dame d'honneur est Francesca Paléologue de Montferrat, épouse de Constantin Comnène Arianiti, prince titulaire de Macédoine, qui devient l'une de ses amies les plus proches. François II Sforza est à cette époque très faible, car il ne s'est jamais rétabli d'une tentative d'empoisonnement, et on craint qu'il ne puisse jamais avoir d'enfants. Selon le contrat du mariage, le duché de Milan doit devenir une partie de l'Empire s'il meurt sans héritier. Le couple n'a pas d'enfants, et d'aucuns prétendent que le mariage n'est même pas consommé.

### Premier veuvage
François II Sforza meurt en octobre 1535, laissant Christine veuve à l'âge de treize ans. Ses droits sur la ville de Tortona lui sont garantis à vie, tandis que le duché est incorporé à l'Empire. Massimiliano Stampa reste toutefois en charge en tant que gouverneur de Milan, et Christine reste dans la résidence ducale. Charles Quint soutient son souhait de rester à Milan, car elle y est très populaire et sa présence est considérée comme une protection pour l'indépendance et le calme milanais. Afin de sauver l'indépendance milanaise, Stampa lui suggère d'épouser l'héritier du trône de Savoie, le prince Louis de Piémont, mais le plan échoue à cause de sa mort peu de temps après. Le pape Paul III lui propose d'épouser le fils de sa nièce Cecilia Farnèse, de quelques années plus âgé qu'elle, qui a été élevé à la cour de Milan après la mort de sa mère. Lorsque le roi de France réitère ses prétentions au trône de Milan au nom de son fils, le duc d'Orléans, un projet de mariage est avancé avec le plus jeune fils du monarque français, le duc d'Angoulême, mais Charles Quint refuse d'accepter les revendications françaises et l'union à moins que le duc d'Angoulême, au lieu du duc d'Orléans, se voit accorder le duché de Milan. Christine accueille la duchesse de Savoie Béatrice de Portugal lorsque la Savoie est occupée par les Français, et assiste à la rencontre entre Béatrice et l'empereur à Pavie en mai 1536. En décembre de cette année-là, Milan est officiellement confiée au commandement d'une armée impériale, et Christine est escortée à Pavie. Avant de partir, elle prend le titre de dame de Tortona et fait nommer un gouverneur pour gérer son douaire.
En octobre 1537, Christine s'installe à la cour de sa tante, la gouverneure des Pays-Bas, la reine douairière Marie de Hongrie, dont elle est la nièce favorite, et passe par Innsbruck pour rendre visite à sa sœur Dorothée avant d'arriver à Bruxelles en décembre. En deuil, ses chambres à Bruxelles sont tendues de velours, de damas et de draps noirs.

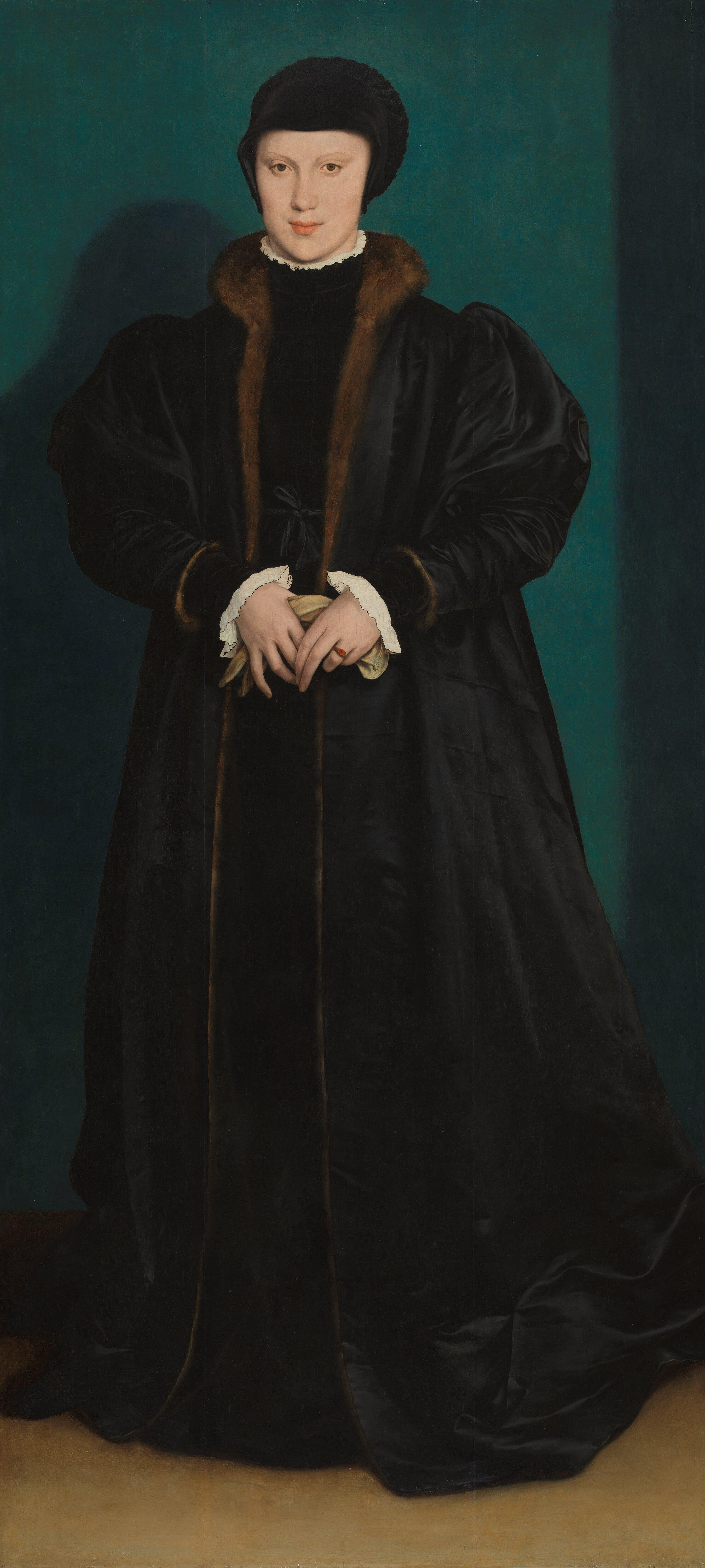
Portrait de Christine de Danemark par Hans Holbein le Jeune (1538), National Gallery.

Après la mort de Jeanne Seymour, la troisième épouse d'Henri VIII, en 1537, Christine est considérée comme une épouse possible pour le roi d'Angleterre. Le peintre allemand Hans Holbein le Jeune est chargé de peindre des portraits des princesses envisagées pour devenir la nouvelle reine d'Angleterre. Le 10 mars 1538, Hans Holbein le Jeune arrive à Bruxelles avec le diplomate Philip Hoby pour rencontrer Christine. Philip Hoby s'arrange avec le chambellan de Christine pour une séance le lendemain. La princesse pose pour le portrait pendant trois heures en tenue de deuil. Alors âgée de seulement seize ans, elle ne cache pas son opposition à ce projet de mariage avec le roi d'Angleterre, qui à cette époque a la réputation dans toute l'Europe de maltraiter les femmes : il a répudié sa première épouse Catherine d'Aragon, et décapité sa seconde, Anne Boleyn. Christine aurait déclaré : "Si j'avais deux têtes, j'en mettrais volontiers une à la disposition du roi d'Angleterre.". Il est également évident que Marie de Hongrie est peu enthousiasmée par cette union, n'étant pas une admiratrice d'Henri VIII. Marie et la mère de Christine sont en effet les nièces de la première femme d'Henri. Henri maintient le projet jusqu'en janvier 1539, quand l'attitude de Marie rend évident que le mariage n'aura jamais lieu. Thomas Wriothesley, diplomate anglais à Bruxelles, conseille à Thomas Cromwell qu'Henri "fixe son attention la plus noble à un autre endroit".
Guillaume de Clèves demande lui aussi Christine en mariage. Il est en effet devenu duc de Gueldre par le testament du dernier duc, mort sans héritier. Cela est contesté par l'empereur, qui souhaite incorporer le duché de Gueldre aux Pays-Bas. C'est également contesté par le duché de Lorraine, qui considère Gueldre comme sa propriété par héritage de Philippa de Gueldre. Le but de la demande de Guillaume est donc d'obtenir le soutien de l'empereur contre les revendications de la Lorraine. Cette proposition est refusée par Charles Quint. Les autres prétendants à la main de Christine sont François, héritier du duché de Lorraine, et Antoine de Bourbon.
Christine est elle-même amoureuse de René de Chalon, prince d'Orange, en 1539-1540. Il est noté à la cour que René est amoureux de Christine et la courtise, et qu'elle lui rend ses sentiments. Un éventuel mariage d'amour est soutenu par sa sœur et par son beau-frère Frédéric II du Palatinat, qui déclare qu'il aimerait que sa belle-sœur se marie par amour si elle le pouvait. Marie de Hongrie approuve officieusement, mais elle ne fait aucun commentaire officiel car elle souhaite que son frère l'empereur déclare s'il a besoin de Christine pour un mariage politique avant qu'elle ne puisse lui permettre de poursuivre cette relation. En octobre 1540, Charles Quint contraint le prince d'Orange à épouser Anne de Lorraine, puis déclare Christine fiancée au frère d'Anne, François de Lorraine, pour renforcer l'alliance entre l'Empire et la Lorraine.
En février 1540, Christine aide sa sœur, envoyée par son époux, à plaider la cause de leur père auprès de l'empereur, et à empêcher un renouvellement de la trêve entre les Pays-Bas et le roi Christian III de Danemark. Après avoir consulté l'archevêque Jean Carondelet, président du conseil, et le diplomate Nicolas Perrenot de Granvelle, Dorothée et Christine adressent à l'empereur la requête officielle suivante : "Ma sœur et moi, vos humbles et aimantes enfants, vous supplions, comme source de justice, ayez pitié de nous, ouvrez les portes de la prison, ce que vous seul pouvez faire, libérez notre père, et donnez-nous des conseils sur la meilleure façon d'obtenir le royaume qui nous appartient par les lois de Dieu et des hommes.". Toutefois, leur recours n'aboutit pas.

### Duchesse de Lorraine
Le 10 juillet 1541 à Bruxelles, Christine épouse en secondes noces François de Lorraine afin d'assurer au duché un équilibre entre la France et l'Empire et de permettre au duc de Lorraine de continuer sa politique de neutralité.
Le couple a trois enfants :
- Charles (1543-1608), marié en 1559 à Claude de France (1547-1575),
- Renée (1544-1602), mariée en 1568 à Guillaume V, duc de Bavière (1548-1626),
- Dorothée (1545-1621), mariée en 1575 à Éric II (1528-1584), duc de Brunswick-Calenberg, puis en 1597 à Marc de Rye de la Palud (?-1598), marquis de Varambon, comte de la Roche et de Villersexel.

En août 1541, Christine et François rendent visite à la duchesse douairière Philippa de Gueldre à Pont-à-Mousson, et continuent jusqu'à Nancy escortés par la maison de Guise. En novembre 1541, Christine, son époux et son beau-père se rendent à la cour de France au château de Fontainebleau, où ils sont contraints de céder le fort de Stenay à la France. Christine empêche cela de créer une rupture entre la Lorraine et l'empereur. Durant la guerre entre la France et l'Empire en 1542, elle séjourne à plusieurs reprises à la cour de France auprès de sa tante, Éléonore de Habsbourg. En février 1544, Christine et sa sœur rendent visite à l'empereur à Spires, apparemment pour l'implorer de faire la paix avec la France, mais sans succès.
Le 19 juin 1544, François succède à son père comme duc de Lorraine. En juillet, le couple accueille l'Empereur en Lorraine, mais ne réussit pas à le convaincre d'entamer des négociations de paix. En août, l'empereur ordonne que la résidence de la maison de Guise à Joinville soit épargnée par l'armée impériale à la demande de Christine, par égard pour Anne de Lorraine. Le même mois, Charles Quint demande à Christine d'empêcher François de se rendre à la cour de France, l'avertissant qu'il prendrait cela comme un signe de négociations de paix, mais elle lui répond qu'il est déjà parti. Quand la guerre prend fin la même année, Christine est présente aux célébrations de la paix à Bruxelles. Christine est la conseillère politique de François, ce qui est noté lors du concile de Spire de 1544. Leur relation est qualifiée d'heureuse : ils partagent un intérêt pour la musique et l'architecture, et envisagent de redécorer le palais de Nancy. À une occasion, Christine se qualifie de femme la plus heureuse du monde.

### Régente de Lorraine
François Ier de Lorraine meurt le 12 juin 1545, laissant Christine régente de Lorraine et tutrice de leur fils mineur, Charles III. Son testament est contesté par un parti dirigé par le comte Jean Ier de Salm, qui considère Christine comme une marionnette de l'empereur et souhaite placer son beau-frère comme corégent. Christine, alors enceinte, reporte les funérailles, se retire dans son douaire et demande l'aide de Charles Quint. Le 6 août, après la médiation de l'empereur, Christine et son beau-frère sont déclarés corégents par les États de Lorraine, avec leurs deux sceaux nécessaires pour émettre des ordres, mais Christine demeure la régente principale avec la garde exclusive de son fils. Elle adopte une politique favorable à l'Empire, malgré l'opposition des barons et de son beau-frère, tout en cherchant à maintenir la neutralité du duché. En octobre 1546, elle accueille à Bar le roi de France qui tente de la convaincre d'épouser le comte d'Aumale. Christine est présente à la Diète d'Augsbourg en 1547 avec Marie de Hongrie et Anne de Lorraine. Un projet de mariage y est discuté entre elle et Sigismond de Pologne. Elle est également courtisée par Albert II Alcibiade de Brandebourg-Culmbach, dont l'empressement attire l'attention. Cependant, elle refuse de se remarier. Elle s'oppose au mariage de son beau-frère Nicolas de Mercœur, comte de Vaudémont, avec Marguerite d'Egmont, car elle craint que cela ne déplaise à la France. En mars 1549, elle effectue une visite officielle à Bruxelles pour assister à l'accueil du prince Philippe d'Espagne aux Pays-Bas. A cette occasion, Philippe lui accorde tant d'attention que cela provoque le mécontentement, et elle part pour la Lorraine pour éviter toute complication. En Lorraine, Christine prend soin d'entretenir de bonnes relations avec la maison de Guise, étroitement affiliée à la cour de France, et elle fait fortifier Stenay, Nancy, La Mothe-en-Bassigny en 1548 et plusieurs autres places fortes contre une possible attaque française. Elle crée également en 1549 la Chambre des Finances qui assainit la situation financière du duché. En septembre 1550, elle fait réenterrer Charles le Téméraire en Lorraine. La même année, elle assiste pour la deuxième fois à la diète d'Augsbourg et est très appréciée comme hôtesse des princes présents. En mai 1551, elle accueille sa sœur et son beau-frère en Lorraine.
En septembre 1551, la France se prépare à la guerre contre l'Empire. Considérée comme un allié impérial, la Lorraine est en danger immédiat. Christine tente de s'allier à la maison de Guise, envoie des avertissements à l'empereur et lui demande, ainsi qu'à Marie de Hongrie, de l'aide pour défendre le duché, car elle a remarqué les préparatifs français le long de la frontière. Elle les avertit que la Lorraine n'a pas d'armée propre et qu'il y a une opposition à l'empereur parmi la noblesse locale, qui accueillerait favorablement une invasion française. Le 5 février 1552, Henri II de France marche vers la frontière allemande et atteint Joinville le 22. Christine ne réussit pas à obtenir l'aide des Pays-Bas et de l'empereur, et le 1er avril, elle se rend chez la duchesse de Guise Antoinette de Bourbon à Joinville, en compagnie d'Anne de Lorraine, pour demander au monarque français de respecter la neutralité de la Lorraine. Le roi lui assure alors que la Lorraine ne risque pas d'être attaquée.
Le 13 avril 1552, la France envahit le duché de Lorraine et le roi de France entre dans Nancy. Le lendemain, Christine est informée qu'elle est privée de la garde de son fils, que le roi emmène poursuivre son éducation à la cour de France. Tous les fonctionnaires impériaux doivent quitter le duché, et si Christine elle-même n'est pas invitée à partir, elle est destituée de la régence au profit du comte de Vaudémont, à qui il est demandé de prêter serment de fidélité à la France. Lors d'une célèbre entrevue, Christine entre dans la Galerie des Cerfs, où le roi et sa cour sont réunis. Vêtue de noir et d'un voile blanc, elle le prie de lui prendre tout ce qu'il souhaite, sauf son fils. Cette scène est décrite comme touchante par les courtisans présents, mais le roi lui réponds simplement que la Lorraine est trop proche de la frontière ennemie pour qu'il lui laisse son fils et l'escorte dehors.
Christine se retire dans son douaire à Deneuvre. En mai 1552, son beau-frère le comte de Vaudémont l'informe de son souhait d'ouvrir les portes à l'armée impériale et ses lettres sont interceptées, après quoi Henri II de France lui ordonne de quitter la Lorraine. En raison de la guerre, elle ne peut atteindre les Pays-Bas, mais se réfugie à Schlettstadt, jusqu'à ce qu'elle puisse retrouver son oncle l'empereur lorsqu'il atteint la région avec son armée en septembre. Elle peut ensuite partir pour la cour de sa sœur à Heidelberg, dans le Palatinat, avec ses filles et sa belle-sœur Anne, et de là, enfin, à la cour de sa tante Marie à Bruxelles, où elle s'installe.

### Exil

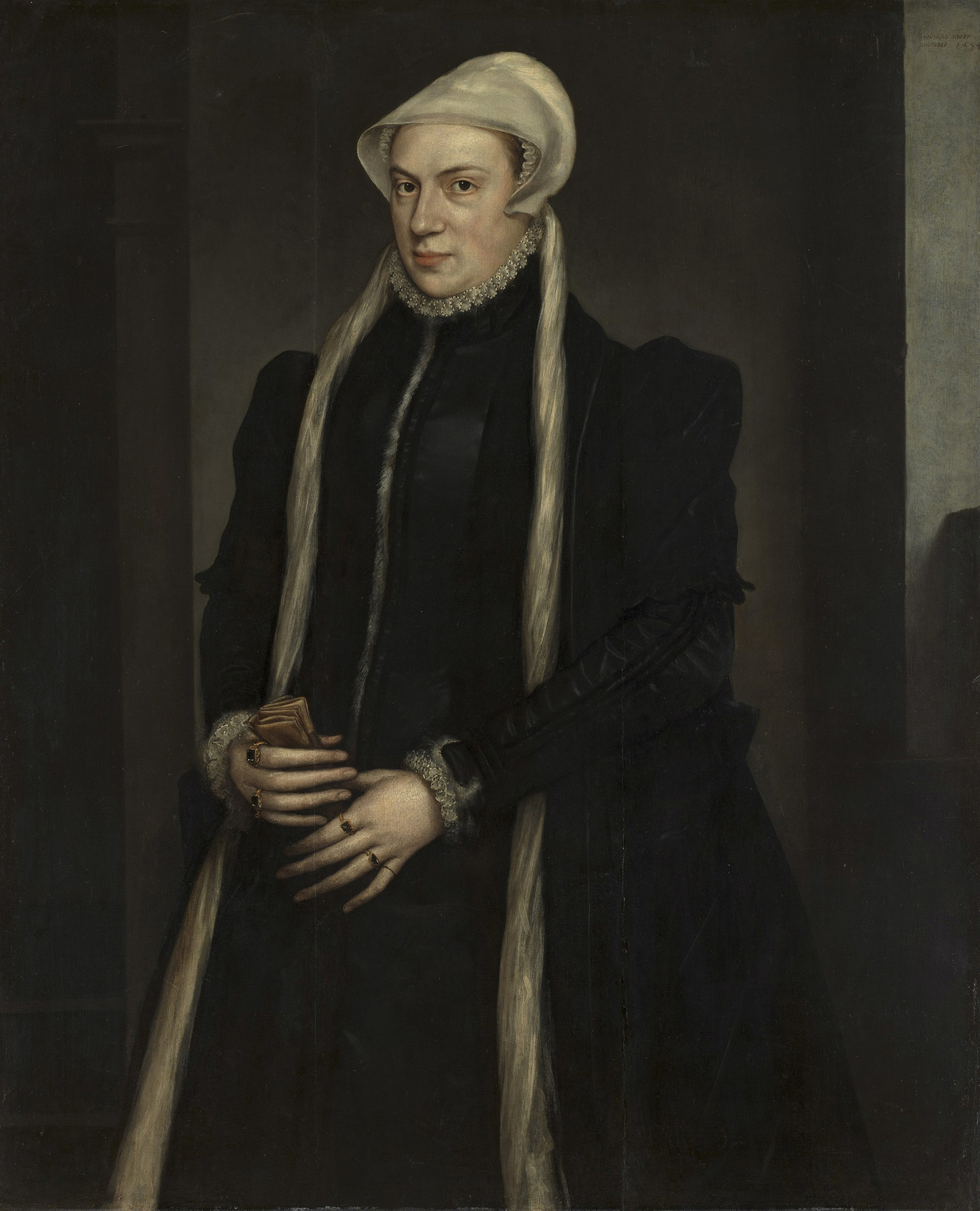
Christine de Danemark par Antonio Moro en 1554.

Christine reçoit des demandes en mariage du roi Henri II de Navarre, d'Adolphe de Holstein-Gottorp et d'Albert II Alcibiade de Brandebourg-Culmbach, ce dernier promettant de récupérer pour elle le royaume de son père. Cependant, elle refuse de se marier et se concentre sur les négociations avec la France pour récupérer la garde de son fils. Elle est présente à l'abdication de l'empereur Charles Quint à Bruxelles en octobre 1555, suivie de la cérémonie de démission de sa tante Marie de Hongrie de la régence des Pays-Bas. Elle prend congé d'eux à leur départ pour l'Espagne en octobre 1556. L'empereur propose à Emmanuel-Philibert de Savoie de l'épouser, et parallèlement d'être nommé gouverneur des Pays-Bas, mais s'il remplace Marie comme gouverneur cette année-là, le projet d'union ne se concrétise pas.
Après la fin de la guerre entre la France et l'Empire, elle demande aux Français l'autorisation de retourner en Lorraine et d'y retrouver son fils et la régence. Le monarque français lui fait remarquer en 1556 que son fils est sur le point d'être déclaré majeur et que sa prétention à la régence est donc sans objet. De plus, le roi Philippe II d'Espagne ne souhaite pas lui donner la permission de quitter Bruxelles, car il apprécie sa compagnie et sa popularité aux Pays-Bas lui est utile.
Elle visite l'Angleterre pour la première fois en avril 1555, bien que peu d'informations soient conservées à ce propos. En février-mai 1557, elle visite avec Marguerite de Parme la cour de Marie Ire d'Angleterre. Elles sont accueillies par la reine avec un grand banquet à Whitehall. La raison supposée de leur visite est la négociation du mariage de la princesse Élisabeth avec le duc de Savoie. Ce projet de mariage est bloqué par la reine. Christine fait bonne impression à Londres et se lie d'amitié avec les comtes d'Arundel et de Pembroke. Elle visite plusieurs sanctuaires catholiques ainsi que la Tour de Londres. Il y a cependant un certain mécontentement du côté de la reine, à cause de l'affection et de l'attention que son époux Philippe II d'Espagne lui porte. Elle se voit également refuser une visite à la princesse Élisabeth, qui est alors détenue à Hatfield. En mai, elle retourne aux Pays-Bas.
Christine est finalement, grâce à l'intercession de son beau-frère Nicolas de Mercœur, autorisée à revoir son fils. La rencontre a lieu dans le village frontalier de Marcoing en mai 1558. Elle est invitée à son mariage avec Claude de France à Paris en 1559, mais décline car elle est alors en deuil de Marie de Hongrie, et aussi parce qu'elle a accepté la tâche de présider la conférence de paix entre la France et l'Espagne. De septembre à octobre 1558, Christine préside donc en tant que médiatrice les négociations de paix à Cercamp. Les négociations sont interrompues en raison de la mort de Marie de Hongrie. Lorsque la conférence de paix est rouverte, elle reprend son poste de présidente de la conférence, qui a lieu à Cateau-Cambrésis, de février à avril 1559. Le traité de paix est considéré comme le triomphe des talents de diplomate de Christine.
Lorsque le duc de Savoie démissionne de son poste de gouverneur des Pays-Bas en mai 1559, Christine est un choix populaire pour lui succéder. Elle est en effet appréciée par toutes les classes sociales aux Pays-Bas, où elle a été élevée et par qui elle est considérée comme néerlandaise. Elle a des liens étroits avec la noblesse hollandaise et son succès lors des conférences de paix de Cercamp et de Câteau-Cambrésis lui donne une bonne réputation de diplomate. Elle a déjà été proposée pour le poste de gouverneur au cours de l'été 1558. Cependant, ces avantages ne jouent en fait pas en sa faveur aux yeux du roi Philippe II d'Espagne, qui considère sa popularité auprès des Hollandais et surtout son amitié avec le prince Guillaume Ier d'Orange-Nassau avec méfiance, et en juin, Marguerite de Parme est nommée à sa place. Cela provoque un conflit entre Christine et Marguerite, et en octobre, Christine rejoint son fils et sa femme en Lorraine.

### Dernières années
En Lorraine, Christine sert de conseillère à son fils, notamment pour redresser les finances du duché après la guerre et fidéliser la noblesse locale. En mars 1560, elle est de nouveau nommée régente de Lorraine pendant l'absence de son fils et de sa belle-fille à la cour de France. Elle assiste au sacre de Charles IX à Reims en mai 1561, et de l'empereur Maximilien à Francfort en 1562. En 1564, elle conclut un accord avec l'évêque de Toul, par lequel il accorde ses temporalités au duc de Lorraine avec l'assentiment du pape. En tant que conseillère politique de son fils, qui préfère souvent lui déléguer les tâches politiques, elle occupe une position importante à la cour ducale de Lorraine, d'autant plus que sa belle-fille Claude préfère passer son temps à la cour de France. Cependant, elle s'inquiète de l'influence de la reine douairière de France Catherine de Médicis, qu'elle soupçonne de tenter d'influencer la Lorraine, et de troubler sa relation avec son fils pour la priver de son influence dans les affaires de l'État.
À la mort de son père Christian II en prison au Danemark en 1559, sa sœur aînée Dorothée prend le titre de reine de Danemark en tant qu'héritière des revendications de leur père. Elle a cependant besoin de l'aide de la maison de Habsbourg pour faire valoir ses revendications, mais en tant que veuve sans enfant au-delà de l'âge de procréer, Dorothée n'est plus considérée comme politiquement utile et la maison de Habsbourg ne montre aucun intérêt à l'aider à monter sur le trône. Les loyalistes danois fidèles à la lignée de leur père, menés par l'exilé Peder Oxe, demandent donc à Christine de persuader Dorothée de lui céder ses prétentions, ainsi qu'à son fils. Christine fait de Peder Oxe un membre du conseil ducal, et en 1561, elle rend visite à Dorothée, et suivant ses conseils, la convint de renoncer à ses prétentions. Après cela, Christine se qualifiée de reine légitime de Danemark, de Norvège et de Suède. En février 1563, elle se proclame : "Christine, par la grâce de Dieu Reine de Danemark, de Suède et de Norvège, Souveraine des Goths, Vandales et Slavons, Duchesse de Schleswig, Dittmarsch, Lorraine, Bar et Milan, Comtesse d'Oldenbourg et de Blamont, et Dame de Tortona.". En réalité, elle n'a pas accès à ces trônes et a du mal à y prétendre.
En 1561, Christine envisage de marier sa fille Renée au roi Frédéric II de Danemark. Cependant, lors du déclenchement de la Guerre nordique de Sept Ans entre le Danemark-Norvège et la Suède en 1563, elle interrompt ces plans. Elle est aidée par Peder Oxe et l'aventurier Wilhelm von Grumbach, qui tentent de détrôner son cousin le roi Frédéric II en sa faveur, et lui conseillent de lever une armée et d'envahir le Jutland, par lequel elle serait accueillie par la noblesse danoise, alors opposée au monarque. De 1565 à 1567, Christine négocie avec le roi Éric XIV de Suède pour créer une alliance entre la Suède et le Danemark-Norvège par un mariage entre Renée et Éric XIV. Le plan est de conquérir le Danemark avec le soutien de la Suède, ce qu'Éric accepte, si Christine obtient le soutien de l'empereur et des Pays-Bas. En 1566, Christine frappe une médaille se désignant comme reine de Danemark, avec la devise : Me sine cuncta ruunt (Sans moi tout périt). Cependant, l'empereur est contre ce plan qui aurait un effet destructeur sur l'équilibre des pouvoirs en Allemagne, où la Saxe, alliée au Danemark, s'oppose aux revendications de Christine. Elle ne réussit pas non plus à obtenir le soutien de Philippe II d'Espagne. L'alliance prévue entre la Lorraine et la Suède prend fin lorsque Éric XIV épouse sa maîtresse roturière Karin Månsdotter en 1567. En 1569, Christine entretient toujours l'espoir de faire valoir ses prétentions au trône danois, mais reçoit du cardinal de Granvelle une réponse définitive : les Pays-Bas ne se retourneront jamais contre le Danemark car l'empereur s'y oppose et l'Espagne est occupée ailleurs. Avec la fin de la guerre nordique de Sept Ans en 1570, Christine ne travaille plus activement à cette affaire. Cependant, en 1574, elle participe au complot de Mornay pour déposer Jean III de Suède et fournit des fonds au conspirateur Charles de Mornay par son intermédiaire Monsieur La Garde.
En juin 1568, Christine fait partie de ceux qui demandent à Philippe II la grâce du comte d'Egmont. La même année, sa fille Renée épouse le duc Guillaume V de Bavière. Christine passe alors quelque temps en Bavière, avant de retourner en Lorraine en 1572. En août 1578, elle part pour Tortona, fief hérité de son premier mari, où elle est surnommée "Madame de Tortona". Elle y exerce un pouvoir souverain et participe activement au gouvernement de la ville. Son règne a bonne réputation : elle aurait mis fin à des abus et à une querelle avec Ravenne, obtenu la restitution de privilèges perdus et protégé les droits de la ville contre l'impopulaire domination espagnole. Elle est très appréciée à Tortona, recevant souvent des suppliants et fréquentant la noblesse locale. En juin 1584, elle est informée par le vice-roi espagnol que son pouvoir de souveraine de Tortona est désormais éteint, mais elle est autorisée à rester et à jouir des revenus de la ville. Elle continue également à plaider pour les droits de Tortona auprès du vice-roi. Elle s'y éteint le 10 décembre 1590 à l'âge de soixante-neuf ans et est inhumée en l'église des Cordeliers de Nancy, auprès de son second époux.

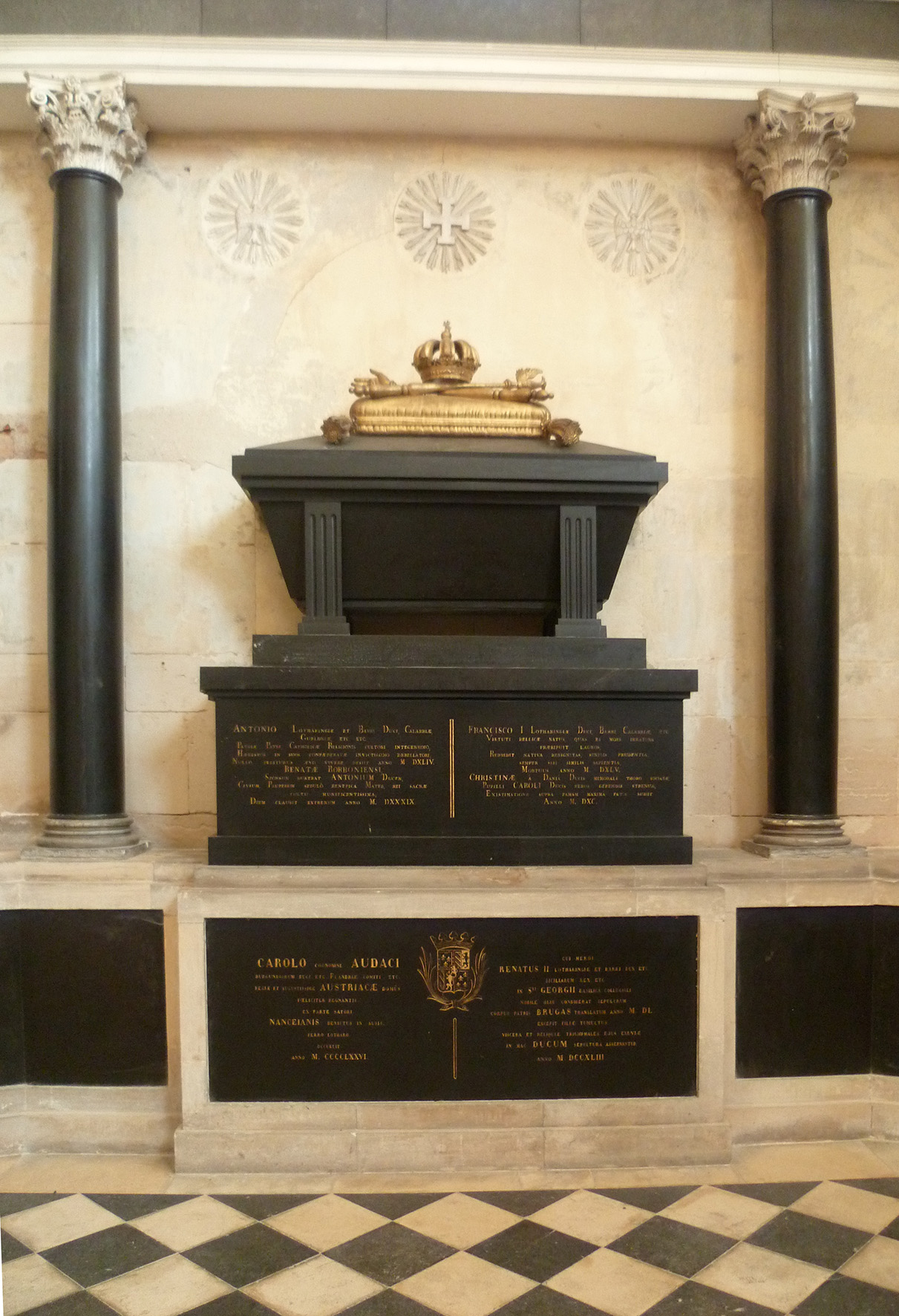
Tombe de Christine de Danemark en l'église des Cordeliers à Nancy.
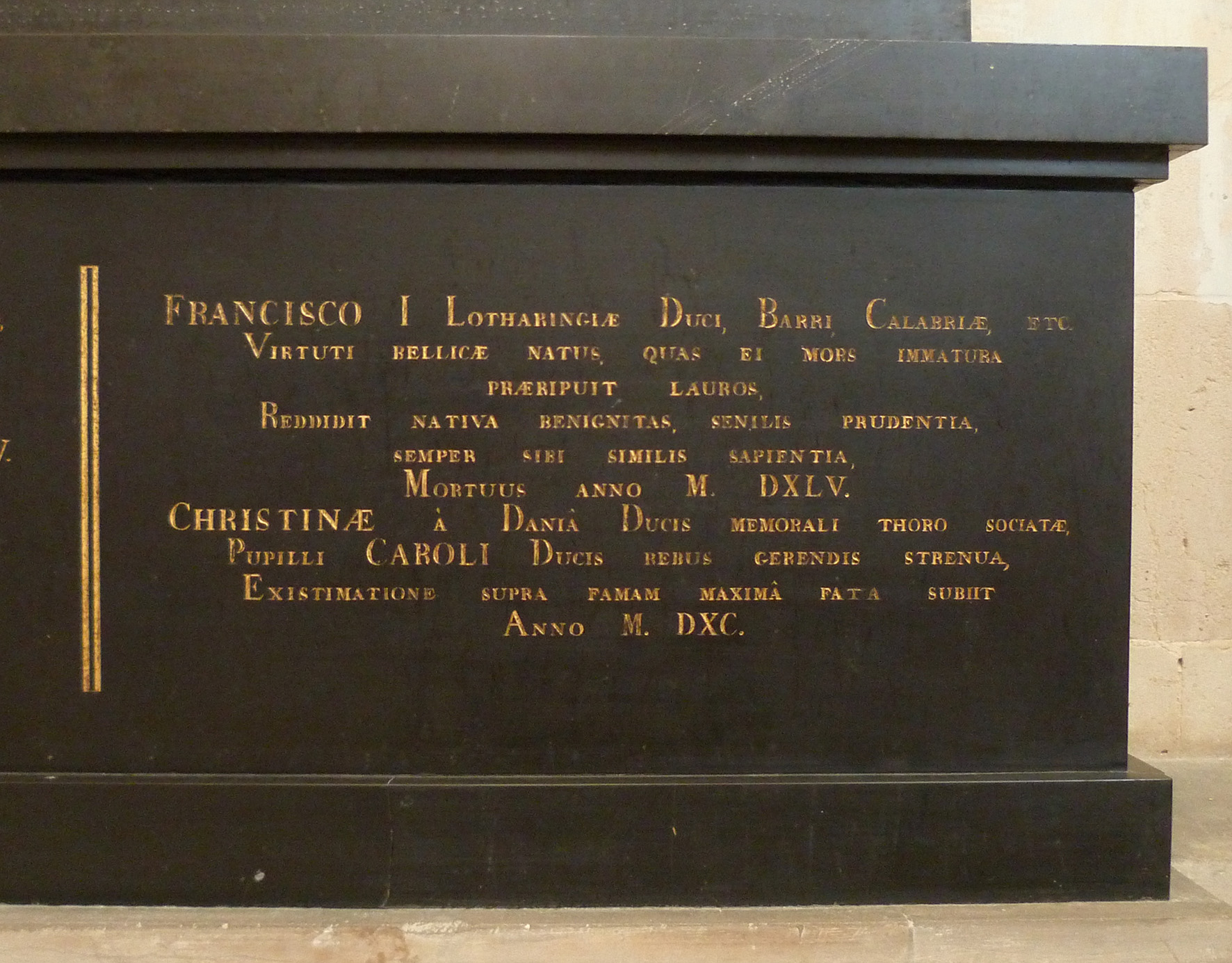